# فیل چیس
فیل چیس (انگلیسی: Phil Chess) یک تهیه کننده موسیقی لهستانی-آمریکایی و با برادرش لنرد ، مدیر اجرایی شرکت و یکی از بنیانگذاران چیس رکوردز است.